# Solo (фильм, 2022)
«Соло» (англ. Solo) — первый полнометражный документальный фильм о российских танцорах от режиссёра и продюсера Ольги Панкратовой, вышедший на экран в 2022 году.

## Сюжет
В фильме рассказывается о шести танцорах, каждый из них живёт своей единственной мечтой, чтобы завоевать сцену. Преодоление себя, обстоятельств, осознание своих возможностей, жесткая конкуренция за оценку жюри и публики, эйфория от побед и поддержки единомышленников, радость осознания своего роста, травмы, разочарования, надежда, сила и внутренняя мотивация — это всё нужно преодолеть, чтобы подготовить и станцевать своё Solo.
«…Это фильм не просто про танцы, но и про мечту и силу человеческого духа. Своеобразное посвящение тем, кто хочет не просто самовыразиться, но донести до других людей чувства, эмоции и свою уникальную энергию…» — рассказывает режиссёр.
В фильме представлены такие танцевальные жанры как: классический балет, вог, контемпорари, хип-хоп, pole dance (танец на пилоне) и kramp.

## Идея создания
Режиссёр Ольга Панкратова выбрала для фильма конкретных людей, в том числе, исходя из неочевидности их жизненного пути: стереотипические «мужские» танцы (hip-hop, krump) исполняют девушки, стереотипические «женские» — мужчины (классический балет, контемпорари). «..я ощущаю своей задачей и своей миссией рассказать массовому зрителю про удивительные феномены, расцветающие в молодёжной среде..» — рассказывает режиссёр.

## Премьера
Мировая премьера документального фильма состоялась 14 февраля 2022 года в знаменитом кинотеатре КАРО «Октябрь» в Москве, Россия. На премьере присутствовали такие знаменитости как: Алексей Чадов, Дмитрий Красилов, Ана Туразашвили и др.

## Дистрибуция
Права на распространение в России/СНГ были приобретены компанией Russia World Vision (RWV) 19 декабря 2021 года, а 16 апреля 2022 года права на потоковую передачу и DVD в Северной Америке были приобретены MVD Entertainment Group.

## В ролях
- Михаил Крючков — классический балет
- Алена Двойченкова — vogue dance
- Алексей Торгунаков — контемпорари
- Kristy (Кристина Касьяненко) — хип-хоп
- Дмитрий Политов — pole dance
- Lady Whiphead (Диляра Шакирьянова) — krump

## Производство
В 2014 году Ольга Панкратова получила приз зрительских симпатий МГУ за короткометражный фильм «Solo». Реализация проекта так же осуществлялась при поддержке Министерства культуры (Россия), Studio Mao, DA Records и Canon Inc.
«Мы снимаем на камеры Canon C300 Mark II и Canon C200 предоставленные ренталом „Первого Кино“. Они легкие, позволяют в течение смены не уставать, что очень важно для Романа — он всегда снимает всё „с рук“» — рассказывает режиссёр.
Музыку к фильму написал Андрей Прилепский.

## Съёмки
Основные съемки начались в 2018 году и продолжались четыре года. Следуя за героями фильма съемочная группа путешествовала по разам городам Франции, Белоруссии, Италии, Германии, Польши и России.